# Бендкув (Паєнчанський повіт)
Бендкув (пол. Będków) — село в Польщі, у гміні Жонсня Паєнчанського повіту Лодзинського воєводства.
Населення — 500 осіб (2011).
У 1975—1998 роках село належало до Пйотрковського воєводства.

## Демографія
Демографічна структура станом на 31 березня 2011 року:
|          | Загалом | Допрацездатний вік | Працездатний вік | Постпрацездатний вік |
| -------- | ------- | ------------------ | ---------------- | -------------------- |
| Чоловіки | 236     | 56                 | 150              | 30                   |
| Жінки    | 264     | 55                 | 143              | 66                   |
| Разом    | 500     | 111                | 293              | 96                   |